# Vlag van Shimane

Vlag van Shimane (ratio 2:3)

De prefecturale vlag van Shimane bestaat uit een wijnrood vlak met vier (te lezen als shi) goud gestileerd katakana-karakters マ [ma] in een vorm van een wolkvormige cirkel, om de eenheid van de burgers en de harmonieuze ontwikkeling en vooruitgang van de prefectuur weer te geven. De prefecturale vlag werd op 8 november 1968 aangenomen.